# Frascati
Frascati è un comune italiano di 22 953 abitanti della città metropolitana di Roma Capitale, nell'area dei Castelli Romani, nel Lazio.

## Geografia fisica

### Territorio
Si trova sui Colli Albani, a 326 metri sul livello del mare, al di sotto del versante nord-ovest del monte Tuscolo, attraversato dalla Via Tuscolana, in posizione dominante rispetto Roma, stretta tra Grottaferrata ad ovest e Monte Porzio Catone ad est con parte del suo territorio che è compreso all'interno dei confini del Parco regionale dei Castelli Romani.

### Clima

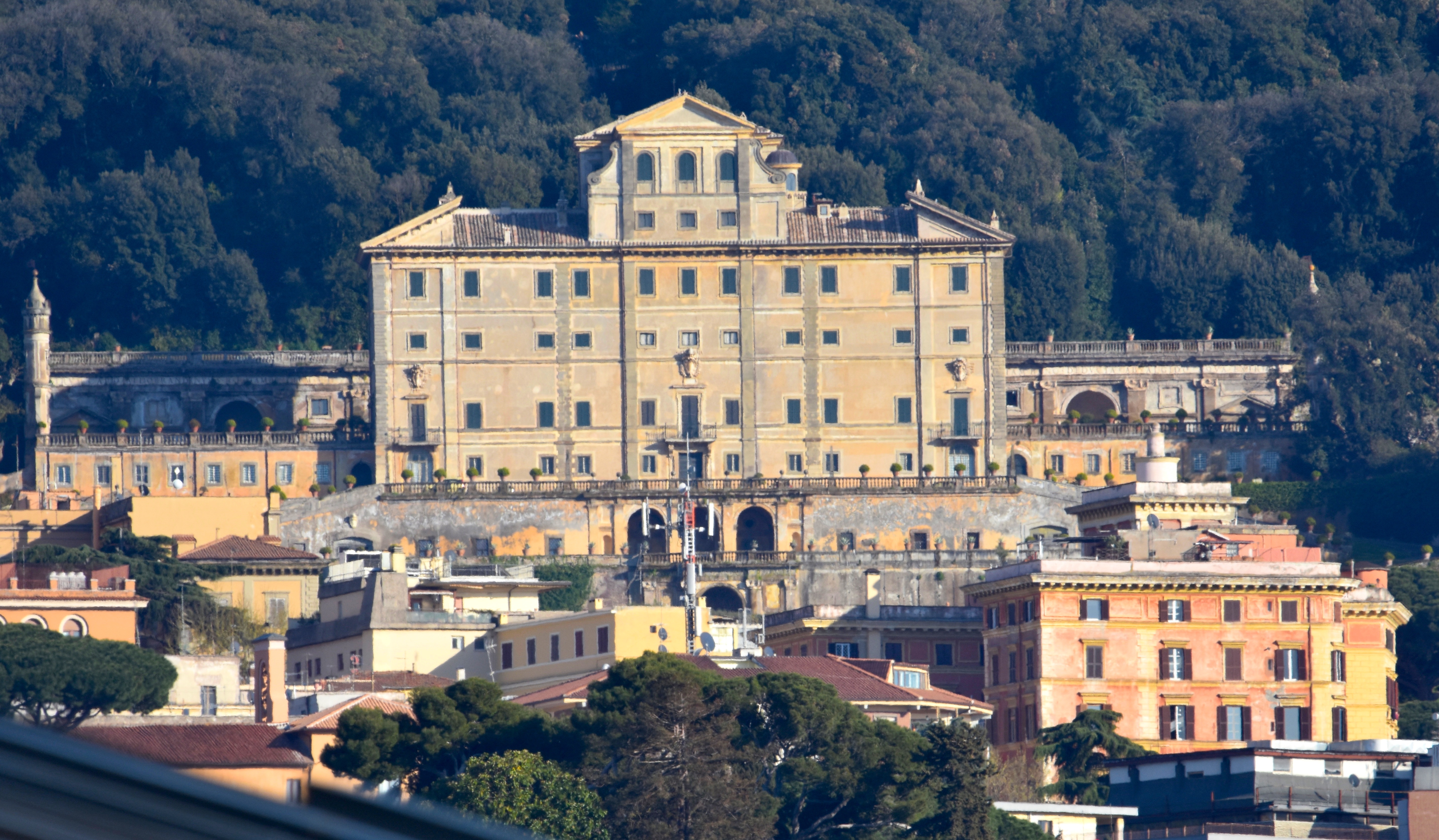
La Villa Aldobrandini domina l'abitato di Frascati

Il clima è di tipo mediterraneo: l'estate è calda e asciutta, l'inverno è mite e piovoso con temperature che occasionalmente scendono al di sotto dello zero; la temperatura differisce poco da quella di Roma Urbe, rispetto alla quale si registrano generalmente uno o due gradi in meno per la maggiore altitudine e un minore tasso di inquinamento e umidità anche se, nell'ultimo decennio, per queste ultime due componenti, si nota un avvicinamento ai valori della Capitale.
Le precipitazioni sono un po' scarse a causa del fenomeno dello stau che si verifica nell'area dei Colli Albani e che riserva al versante nord precipitazioni meno copiose. Infatti, durante l'anno, cadono mediamente 700–800 mm di pioggia. In inverno nevica con grande difficoltà e solo in caso di ondate di freddo intenso e generalizzato proveniente principalmente dalla Valle del Rodano: si tratta perlopiù di rovesci di acquaneve temporanei; in estate le temperature possono raggiungere i 35 °C con punte di 37 °C in casi rari. La cittadina non ha mai raggiunto i 40 °C. Classificazione climatica: zona D, 1818 GR/G.

## Storia

### Preistoria
Le prime testimonianze della presenza umana nel territorio dei Colli Albani risalgono al Paleolitico Inferiore (300 000 -200 000 anni fa) e consistono in strumenti in selce — ciottoli rozzamente scheggiati ma anche amigdale lavorate su entrambe le facce a ricavarne una primitiva lama — rinvenuti in zona ed attribuibili all'Uomo di Neanderthal.

### Età antica
Le prime popolazioni che colonizzarono stabilmente la zona dei Colli Albani furono quelle dei Latini, un insieme di popoli di origine indoeuropea che si stanziarono nel Lazio Antico a partire dal 2000 a.C. Già quattro secoli prima della fondazione di Roma i Latini avevano stabilito qui le loro città — Alba Longa, Tusculum, Aricia, Lanuvium, Velitrae, per citare solo le principali — che erano saldamente alleate in una confederazione, detta Lega Latina.
I ritrovamenti archeologici più significativi risalgono all'epoca romana e appartengono alla villa patrizia di Lucullo (117 a.C. - 57 a.C.) e poi alla dinastia imperiale dei Flavi (69 d.C. - 96 d.C.).

### Tarda antichità e alto medioevo
Nella tarda antichità i Colli Albani furono interessati dal fenomeno noto come incastellamento, cioè il rifugiarsi delle popolazioni sulle alture che davano riparo dalle scorrerie barbariche. Questi centri andarono poi a costituire le roccaforti medievali di alcune famiglie baronali.
Documenti del IX secolo (Liber pontificalis) definiscono Frascati come un piccolo agglomerato urbano.

### Basso medioevo ed età moderna
Il centro abitato di Frascati ebbe un sostanziale sviluppo a seguito della distruzione di Tusculum (Tuscolo) nel 1191, tanto che la sede della diocesi passò da Tuscolo a Frascati. Il nome della città deriva forse da una tradizione locale nell'uso delle "frasche" come legname o dall'utilizzo delle stesse per costruire ripari di fortuna dopo la distruzione di Tuscolo.
A Papa Pio II Piccolomini si deve la prima cinta muraria della città.
Dopo l'avvicendarsi di diversi domini feudali, all'inizio del XVI secolo papa Giulio II cedette Frascati a Marcantonio I Colonna, marito di Lucrezia della Rovere (1485-1552). Dal 1508 la coppia visse nella fortezza di Frascati.
Il 15 febbraio 1515 venne fissato lo statuto cittadino su commissione di Marcantonio I Colonna per il "Populus antiquae civitatis Tusculi" che fissava le regole del vivere civile e di convivenza nei territori del castello di Frascati.
Nel 1518 fu costruito l'ospedale San Sebastiano, dedicato a questo santo in ricordo della vecchia basilica distrutta intorno al IX secolo, per iniziativa dell'Arciconfranternita del Gonfalone che, con i suoi confratelli, garantiva il servizio ospedaliero. Dopo la morte di Marcantonio Colonna nel 1522 a Milano, Lucrezia della Rovere vendette Frascati a Pier Luigi Farnese, che a sua volta la cedette alla Camera Apostolica, ponendo così termine al periodo feudale di Frascati.
Nel 1527 un'orda di Lanzichenecchi, dopo aver saccheggiato Roma, si diresse verso Frascati, arrivò nei sobborghi fino ad un capitello votivo consacrato alla Vergine Maria presente in un incrocio; i soldati cambiarono direzione di marcia e la città fu salva. Questo fatto resta ancora nella memoria degli abitanti che per gratitudine costruirono una chiesa dedicata alla Madonna, la chiesa di Capocroce. Nel 1538 papa Paolo III conferì a Frascati il titolo di civitas con il nome di Tusculum novum e realizzò una nuova cinta muraria fortificata.
A partire dalla seconda metà del XVI secolo, alcuni tra i più importanti personaggi della Camera Apostolica vi fecero erigere le loro residenze, splendide dimore di rappresentanza, Villa Aldobrandini, Tuscolana - La Rufinella, Lancellotti, Falconieri, impreziosite dalle opere dei migliori architetti e artisti dell’epoca, come Bernini, Borromini, Della Porta, Maderno, Cavalier d’Arpino, Domenichino, Pier Leone Ghezzi. Nel 1598 iniziò la costruzione della nuova cattedrale dedicata a San Pietro.
La città ha nel proprio territorio e intorno ad esso una dozzina di ville costruite nel corso di un secolo a partire dal 1545, per motivi politici e sociali, di status symbol dell'aristocrazia romana e della corte papale. Il 15 settembre 1616 iniziò la sua attività la prima scuola pubblica, libera e non aristocratica, sul modello di quella fondata in Trastevere nel 1597, per iniziativa di san Giuseppe Calasanzio su invito del papa Paolo V.

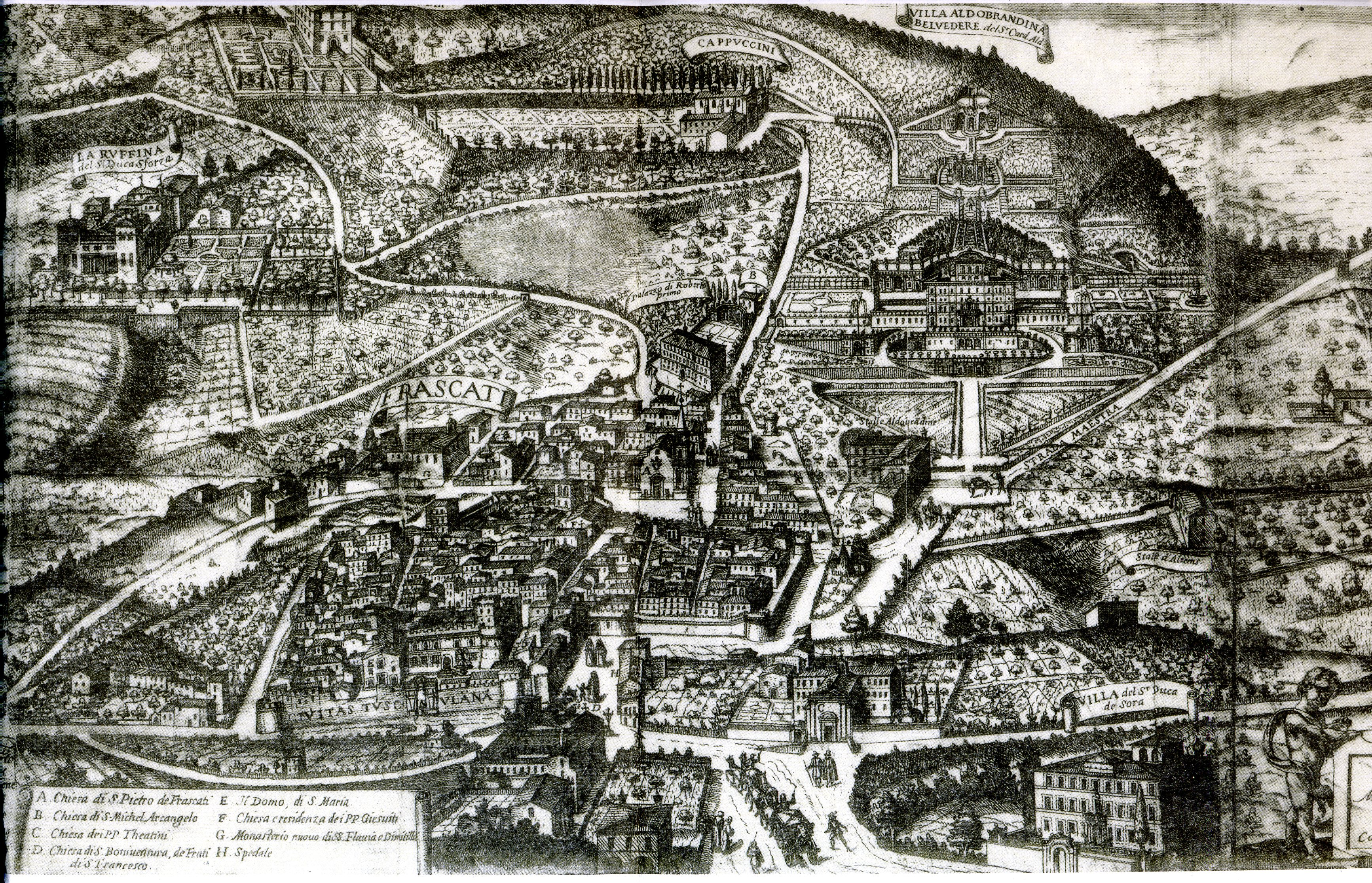
Frascati nel XVII secolo in una stampa di Matteo Greuter

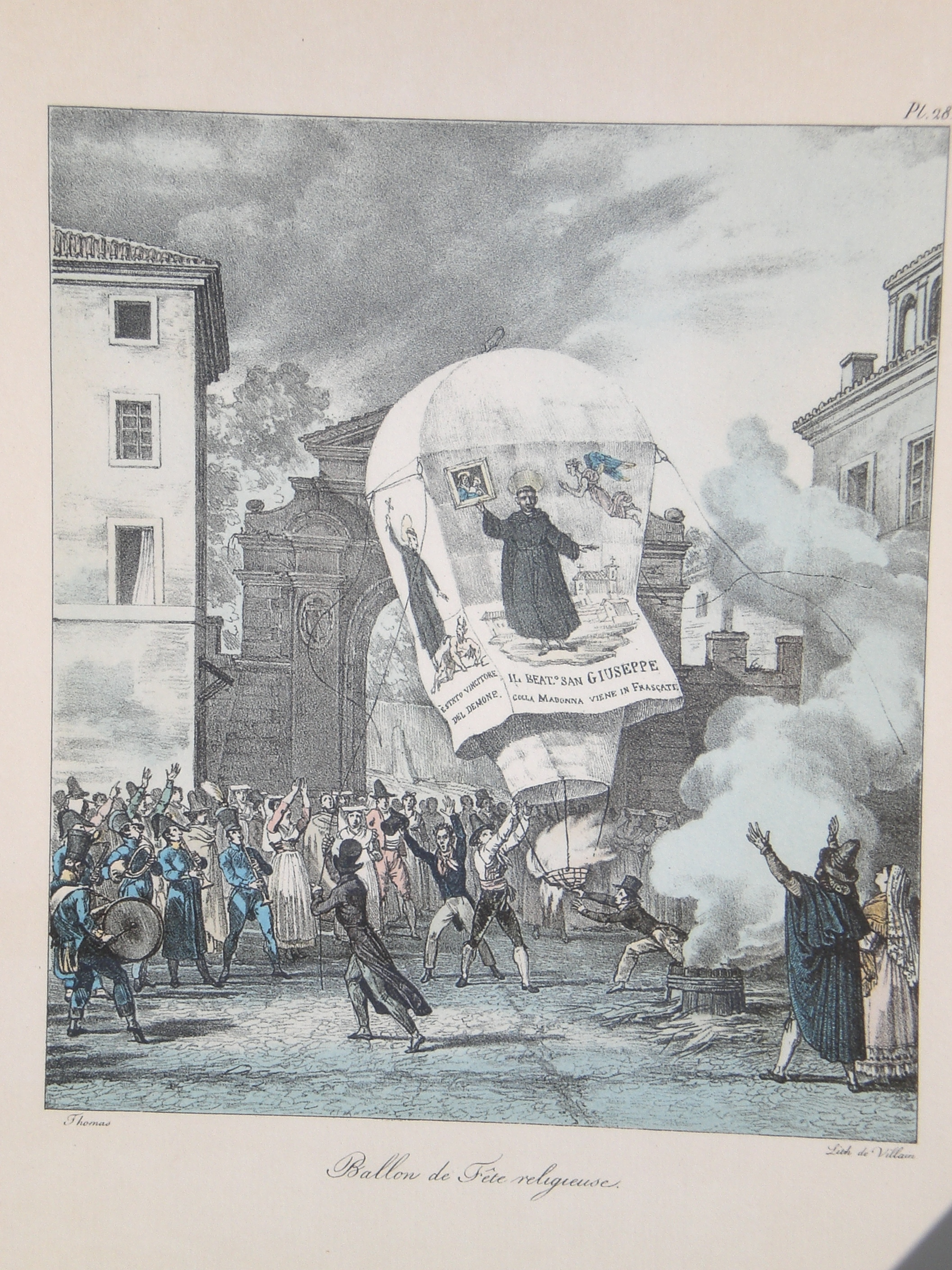
Festa arrivo Madonna delle Scuole Pie e San Giuseppe Calasanzio davanti a Porta San Pietro, di Antoine-Jean-Baptiste Thomas

Il 18 giugno 1656 nella chiesa di Santa Maria in Vivario l'intonaco della parete laterale sinistra crollò scoprendo un antico affresco con l'immagine dei Santi Sebastiano e Rocco protettori della peste. In quell'anno era in corso una terribile pestilenza in Roma ma Frascati rimase indenne, da quell'anno i due santi sono co-patroni della città: due statue che li rappresentano sono poste sulla facciata della Cattedrale. Nel 1761 il castello al centro della città si trasformò in un palazzo principesco per l'intervento di ristrutturazione del cardinale Enrico Benedetto Stuart, Duca di York, divenendo la sede vescovile, la Sede suburbicaria di Frascati.

### Età contemporanea
In virtù di questa magnificenza, durante il Settecento e fino alla prima metà dell’Ottocento, Frascati rappresentò una delle tappe obbligate per i viaggiatori del Grand Tour; e le opere di artisti come Gaspar van Wittel, Robert Hubert, Charles de Chatillon, Claude Lorrain offrono ancora oggi la misura dell’attenzione, che la città seppe guadagnare sui grandi personaggi che la visitarono, testimoniata dagli scritti fra gli altri di Goethe, Scott, Stendhal, Charles De Brosses, Mark Twain, Henrik Ibsen, George Sand, Émile Zola.
Nel 1798 anche Frascati si costituì Repubblica gemellata a quella Romana.
Nell'autunno del 1837 una grande epidemia scoppiò in Roma e migliaia di abitanti lasciarono la città eterna; Frascati fu l'unico centro del circondario di Roma che aprì loro le porte della città e li ospitò fino alla fine dell'epidemia. Per questo da quel giorno, in ringraziamento dell'ospitalità, Frascati ha la stessa bandiera di Roma, giallorossa.
Il 14 maggio 1849, durante la Repubblica Romana, il re di Napoli Ferdinando II entrò in Frascati, accolto con 'noncuranza' dalla popolazione frascatana. Nel novembre 1873 venne aperto l'Orfanotrofio Femminile Micara nel Palazzo Spada acquistato attraverso l'uso di un lascito del cardinale frascatano Ludovico Micara. Nel dicembre 1878 venne aperto l'asilo infantile Tuscolano per iniziativa dell'amministrazione comunale.
La prima ferrovia costruita dallo Stato della Chiesa, la ferrovia Roma-Frascati, fu inaugurata durante il regno di papa Pio IX il 5 luglio 1856. Nel 1884 l'ultima parte della ferrovia, dalla periferia (zona Campitelli) al centro della città, fu inaugurata durante il regno di Umberto I Re d'Italia. Fu la seconda ferrovia costruita, nel territorio Italiano. Nel 1901 l'elettricità arrivò a Frascati e l'illuminazione pubblica divenne elettrica.
Nel 1906 venne inaugurata la linea tramviaria per Roma ed i Castelli Romani che collegava Frascati con il bivio di Grottaferrata dove si dipartiva verso Roma o verso Marino. Nel 1954 il servizio tramviario fu sostituito dal servizio autobus: nella memoria popolare però permane tuttora il ricordo e il rimpianto delle vecchie tramvie dei Castelli Romani. Nel 1916 fu messa in servizio la linea tramviaria Vicinale che collegava Frascati con la linea Roma-Fiuggi attraverso Monte Porzio Catone, Monte Compatri e San Cesareo. Nel 1943 la linea fu distrutta dagli eventi bellici, poi sostituita dal servizio autobus.

Stazione Vicinale nel 1929

Durante la seconda guerra mondiale, intorno alle ore 12 dell'8 settembre 1943, Frascati, sede del comando tedesco del feldmaresciallo Kesselring, fu pesantemente bombardata: 130 Boeing B-17 americani, meglio conosciuti con il nome di Fortezze volanti, sganciarono ben 1300 bombe. Persero la vita circa 500 civili e 200 soldati tedeschi, metà degli edifici andò distrutta e tra questi molti monumenti e ville. Dopo l'8 settembre ci furono più di quaranta nuove incursioni di minore gravità. In particolare il bombardamento del 22 gennaio 1944 in conseguenza dello sbarco degli alleati ad Anzio. All'alba del 4 giugno 1944 l'avanguardia della 85ª divisione di fanteria statunitense arrivò a Frascati.
Nel dopoguerra si è realizzata un’importante opera di ricostruzione del tessuto urbanistico e, dagli anni 50 in poi, si è sviluppato un grande polo della ricerca scientifica. In quest’area infatti trovano posto i laboratori dell’Istituto Nazionale di Fisica Nucleare (INFN–LNF); dell’Ente per le Nuove tecnologie, l’Energia e l’Ambiente (ENEA); l'ESRIN, stabilimento dell’ESA in Italia; numerosi istituti del Consiglio Nazionale delle Ricerche (CNR), dell’Istituto Nazionale di Astrofisica (OAR, IASF e IFSI) e il Centro di Calcolo della Banca d’Italia.
Dalla fine degli anni 90, si sono realizzati molti interventi pubblici che hanno visto il loro culmine nella ristrutturazione, a cura di Massimiliano Fuksas, delle seicentesche Scuderie Aldobrandini, trasformate in un moderno polo culturale e polifunzionale e inaugurate l’8 aprile del 2000, che, insieme agli affascinanti siti archeologici e alle splendide dimore rinascimentali, determinano la bellezza di una città che non trova facile confronto per importanza storica, bellezza paesaggistica, ricchezze architettoniche ed eccellenza enogastronomica.

### L'incidente di Vermicino
Passò agli onori della cronaca per la tragica vicenda di Alfredino Rampi, un bambino di 6 anni che il 10 giugno 1981 precipitò dentro un pozzo artesiano di 60 metri di profondità, sebbene questo sia sito nella vicina località Selvotta nel comune di Frascati. L'imponente sforzo dei soccorsi venne seguito da tutta l'Italia in diretta televisiva, ma il 13 giugno Alfredino morì.

### Simboli
Il gonfalone è un drappo partito di giallo e di rosso.

## Monumenti e luoghi d'interesse

### Architetture religiose

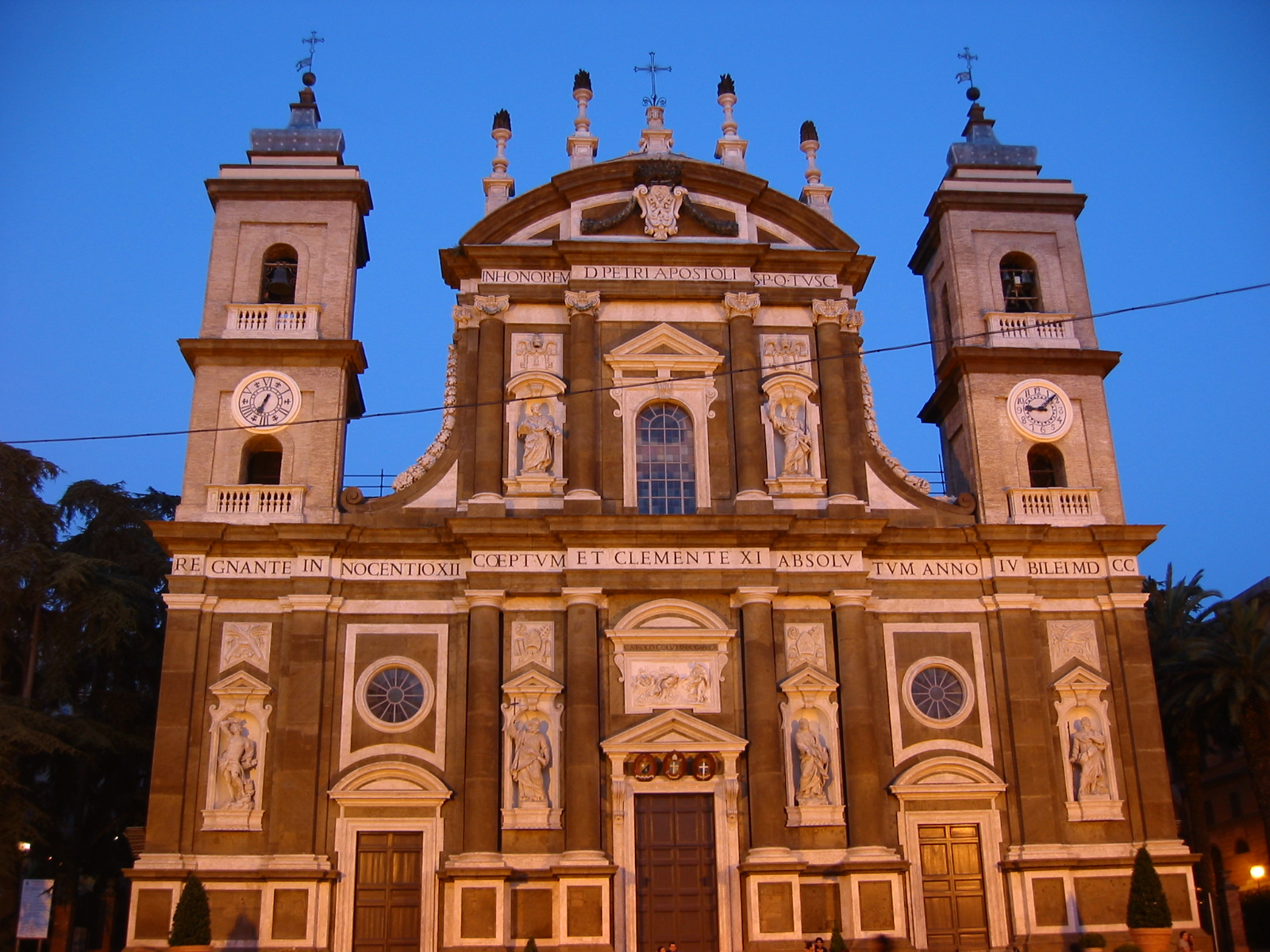
Cattedrale di San Pietro (Frascati)

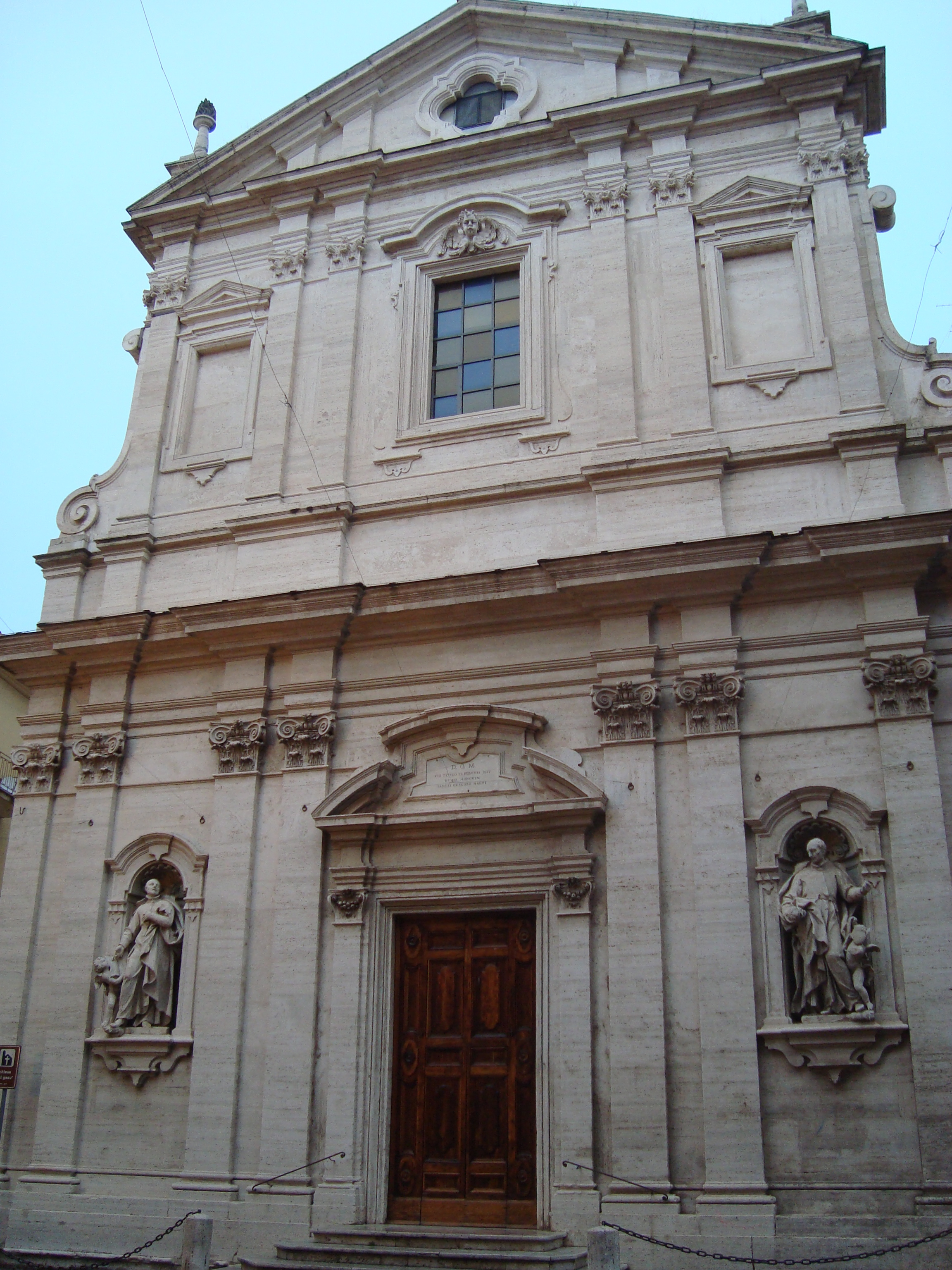
Chiesa del Gesù

- La Cattedrale ha la facciata realizzata dal 1698 al 1700 dall'architetto Gerolamo Fontana, mentre l'interno è del XVI secolo, realizzato su progetto di Ottaviano Nonni detto il Mascherino. L'interno della cattedrale, distrutto nel bombardamento dell'8 settembre 1943, appare spoglio. Sulla parte posteriore della facciata è posta la lapide sepolcrale di Carlo Edoardo Stuart.
- La Chiesa del Gesù, progettata dall'architetto gesuita Giovanni De Rosis, fu costruita alla fine del XVI secolo. Presenta nicchie con statue attribuite a Pietro da Cortona. All'interno la prospettiva della "falsa cupola", lavoro dell'architetto e pittore Andrea Pozzo.
- L'antica cattedrale di Santa Maria in Vivario, con il campanile (1305) caratterizzato da tre ordini di bifore.
- Il Santuario del Capocroce.
- La Chiesa di San Francesco d'Assisi

### Architetture civili
- Il Palazzo Vescovile, la vecchia rocca, nel centro storico.

- Ville Tuscolane

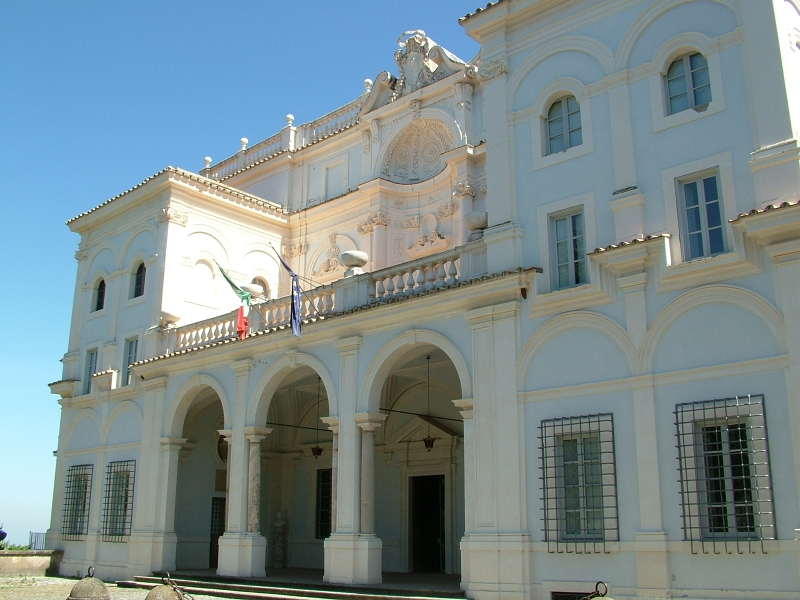
Villa Falconieri

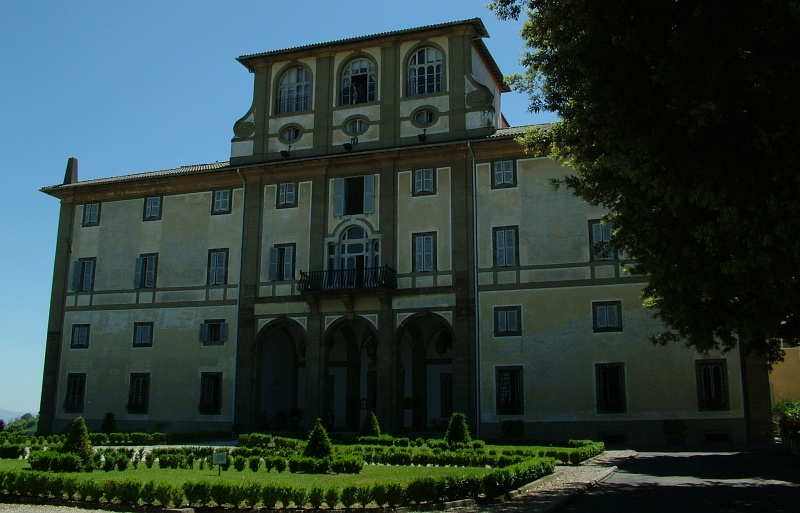
Villa Tuscolana (o Rufinella)

Frascati è famosa per le Ville Tuscolane: costruite dalla nobiltà papale fin dal XVI secolo, esse erano uno status symbol dell'aristocrazia romana ed erano destinate ad attività di rappresentanza e al soggiorno estivo della corte pontificia. Da iniziali "case di campagna" circondate da terre coltivate e da boschi, divennero veri e propri palazzi signorili, castelli, frutto dell'impegno dei più valenti architetti ed artisti dei secoli XVI e XVII. Esse si legano all'impostazione della villa romana d'epoca imperiale come luogo di ritrovo e meditazione, con l'utilizzo del "ninfeo" come apparato decorativo dell'assetto del giardino del castello.
L'intuizione che l'acqua poteva essere fonte di divertimento, unita alla scultura ed alla scenografia architettonica, propose nuovi atteggiamenti e tendenze stilistiche realizzate attraverso svariate tipologie costruttive. Le scuole classicista, cortonesca e barocca, sia in pittura che in scultura, ebbero nelle Ville Tuscolane il luogo per la loro espressione sia all'interno del palazzo-castello che all'esterno, nel circostante giardino. Attualmente le ville sono in buone condizioni strutturali, pur avendo in molti casi subito danni durante la seconda guerra mondiale.

Sette delle dodici Ville Tuscolane ricadono nell'attuale territorio comunale di Frascati, le altre cinque in quelli confinanti di Monte Porzio Catone e Grottaferrata. Alcune sono visitabili tramite il Parco Regionale dei Castelli Romani all'interno del programma di visite guidate proposte annualmente dal Parco.

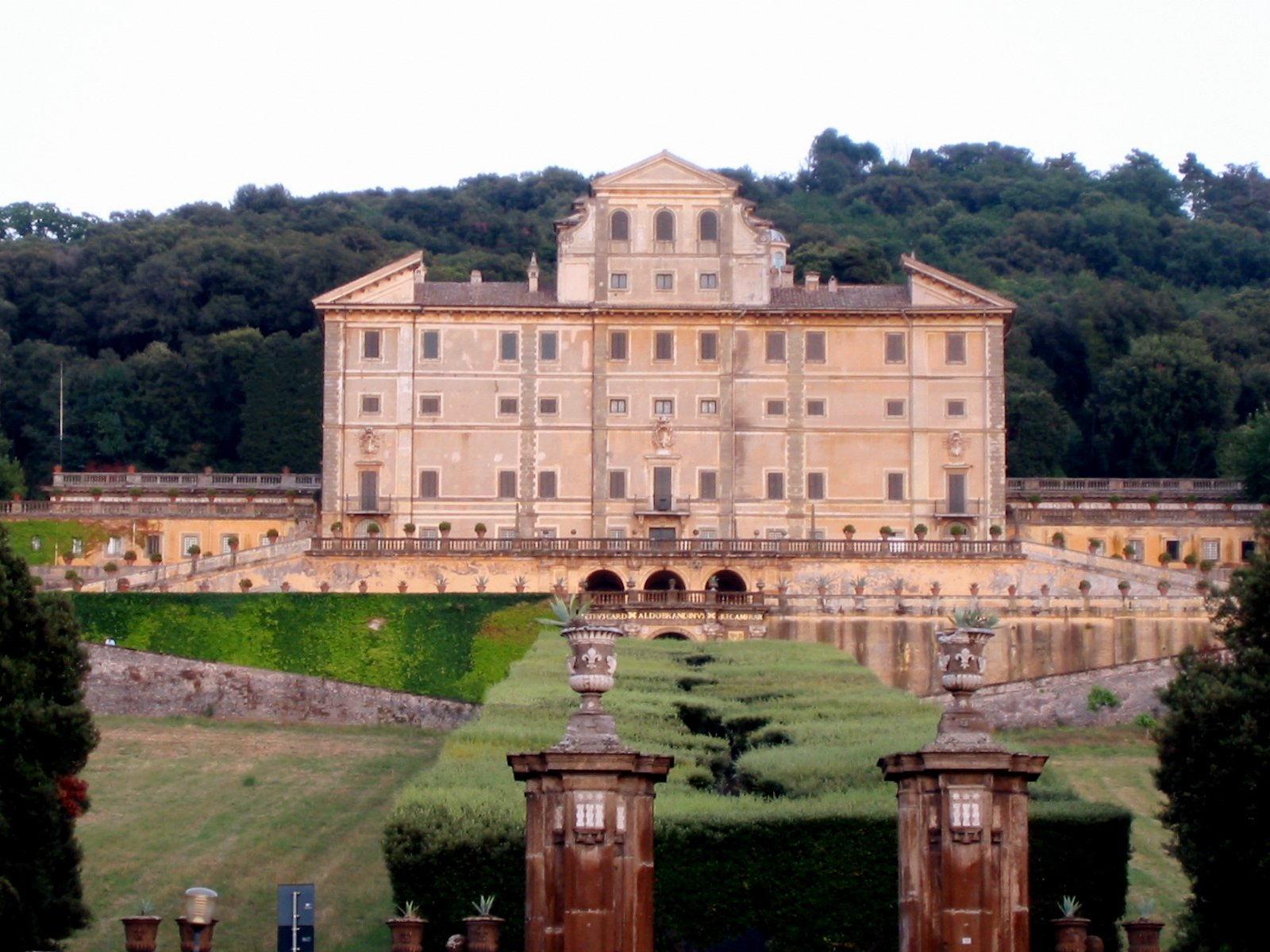
Villa Aldobrandini

### Siti archeologici
- Parco archeologico di Cocciano, dove si trovano i resti di una villa romana attribuita all'imperatore Tiberio (14-37 d.C.) e Livia Drusilla.[8][9]

- Anfiteatro romano, parzialmente scavato nell'800[10].

### Aree naturali
- Parco regionale dei Castelli Romani

## Società

### Evoluzione demografica
Abitanti censiti

### Istituzioni, enti e associazioni

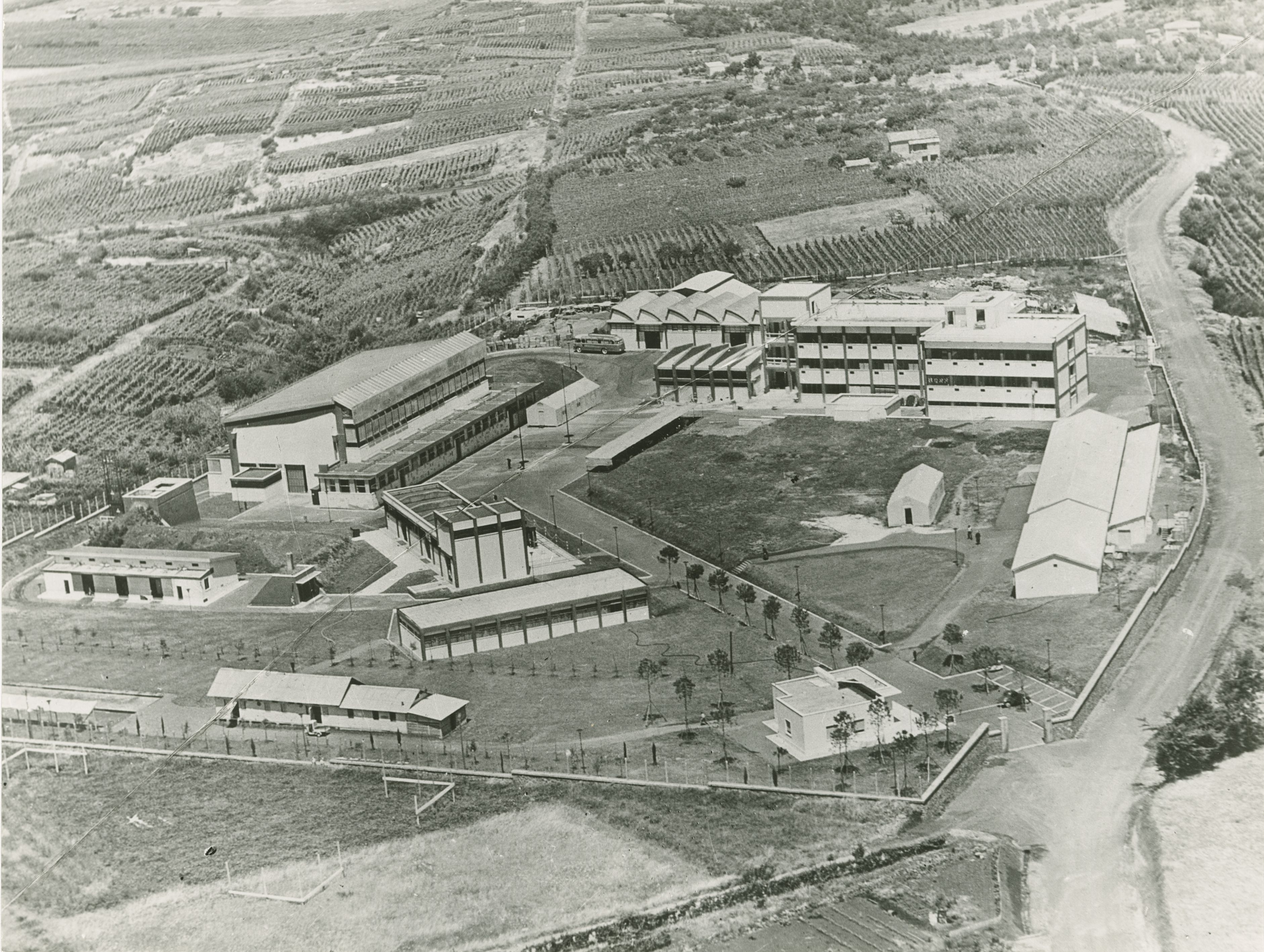
Laboratorio Nazionale di Frascati nel 1960

Frascati ospita i laboratori dell'INFN (Istituto nazionale di fisica nucleare), quelli dell'ENEA (Ente per le nuove tecnologie, l'energia e l'ambiente) e una sede dell'ESA (Agenzia spaziale europea) che dagli anni cinquanta hanno ospitato diversi importanti scienziati.
Dal 2008 il comune di Frascati vuole promuovere attivamente la città come epicentro di una delle più importanti aree di ricerca europee e fonda assieme a ricercatori, cittadini, enti di ricerca e università l'associazione Frascati Scienza allo scopo di avvicinare il largo pubblico a questa importante realtà del territorio.
L'Istituzione Musicale Collegium Artis Archiviato il 9 gennaio 2019 in Internet Archive. organizza dal 2006 il Concorso Pianistico Internazionale Mozart, giunto alla 12ª edizione, che ha visto finora più di 500 partecipanti di numerosi paesi d'Europa, Asia e Americhe.
Frascati ospita anche la sede del Comando Stazione, Compagnia e Gruppo Carabinieri di Frascati, uno dei più estesi della provincia di Roma. È sede inoltre del locale Commissariato di Polizia di Stato e del Gruppo della Guardia di Finanza di Frascati.

### Lingue e dialetti
Nonostante Frascati si trovi a pochi chilometri da Roma, la gente, per lo più anziana, non parla il dialetto romanesco, bensì il dialetto frascatano, che appartiene alla famiglia dei dialetti marchigiano-umbro-laziali, ed alla sottofamiglia dei dialetti dei Castelli Romani. Tuttavia, è fenomeno recente, a Frascati come nel resto della Città metropolitana di Roma Capitale, l'utilizzo di un dialetto romanesco ibrido da parte delle generazioni più giovani.

## Cultura

### Istruzione
A Frascati ha sede l'Università Popolare dei Castelli Romani (UPCAR), ente federato alla Confederazione Nazionale delle Università Popolari Italiane (CNUPI) e iscritto all'Albo delle Università Popolari tenuto dalla Regione Lazio, che si occupa di educazione degli adulti ed educazione permanente. È ente accreditato dal Ministero della Giustizia per la formazione professionale continua per gli iscritti all'Ordine dei giornalisti. Presidente è Massimo Marciano.

#### Biblioteche
A Frascati hanno sede 2 biblioteche, una si trova in via Matteotti, vicino alla piazza centrale, la seconda si trova nel quartiere di Cocciano. Fanno entrambe parte del sistema bibliotecario dei Castelli Romani.

#### Scuole
A Frascati hanno sede due grandi istituti comprensivi: Ic Frascati 1 e Ic di Frascati.
Il primo comprende le scuole materne dell'ex istituto Evaristo Dandini situato in via Risorgimento, di Cocciano in via Palmiro Togliatti e di Villa Innocenti in via Gregoriana. Le scuole primarie dell'istituto comprensivo sono le ex scuole comunali sempre dell'istituto Dandini, di Cocciano in via Difilo e della scuola Andrea Tudisco situata in via delle Cisternole. Le scuole secondarie hanno sede nello stesso edificio dell'istituto Dandini, ma prendono il nome di Tino Buazzelli, in onore del grande attore frascatano.
Il secondo comprende le scuole materne di Villa Muti su via Fontana Vecchia e di Villa Sciarra in via don Bosco. Le scuole primarie sono due una si trova sempre nell'istituto di Villa Sciarra e l'altra a Vermicino in via Vanvitelli. Le scuole secondarie hanno sede in via Massimo D'Azeglio e sono le ex Nazario Sauro.
Gli istituti di istruzione pubblica superiore sono:
- Istituto Professionale di Stato "Maffeo Pantaleoni", incorporato nell'ex convento presso Villa Innocenti
- Liceo classico, linguistico e delle scienze umane "Marco Tullio Cicerone", la cui sede centrale è ubicata vicino all'istituto Villa Sciarra.
- ITC, Istituto Tecnico Turistico e per geometri "Michelangelo Buonarroti" in via Angelo Celli.
- ITT "Enrico Fermi" in via Cesare Minardi.

Gli istituti di istruzione superiore privata parificati sono:
- Liceo classico, scientifico, linguistico, economico-aziendale di Villa Sora, in via Tuscolana;
- Liceo scientifico, classico, linguistico, sportivo, istituto alberghiero e tecnico commerciale "Kennedy", sito in via Cesare Battisti.

#### Musei
- Museo tuscolano Scuderie Aldobrandini, un museo archeologico romano;[12]
- Museo etiope "Guglielmo Massaia" nel Convento dei Cappuccini di San Francesco d'Assisi, che espone materiale proveniente dall'attività missionaria del cardinale;[13]
- Museo Diocesano.[14]
- Collezione Walter Nazzi, una collezione di auto, moto e trattori d'epoca.[15]

### Eventi
- Notte Europea della Ricerca, su nottedellaricerca.eu. URL consultato il 14 novembre 2009 (archiviato dall'url originale il 22 aprile 2009).
- Settimana della Scienza, su frascatiscienza.it.
- Concorso Pianistico Internazionale Mozart, su collegiumartis.it..
- Laboratorio "La Bottega dell'Arte, su inarmonia.org. URL consultato il 10 agosto 2010 (archiviato dall'url originale il 16 agosto 2010).
- Premio Nazionale di Poesia Frascati, su frascatipoesia.it.

### Cucina
Tipica del comune è:
Vino Frascati DOP
Soprannominato il vino bianco dei Papi in quanto è stato per secoli il vino più amato dalla curia romana, dal cardinale Scipione Borghese a papa Paolo III.
Per il bottigliere personale di Papa Giulio II (XVI sec.), Sante Lacerio, non vi era vino migliore di quello prodotto nel "Tusculum", l'attuale zona di Frascati.
La caratteristica di questo vino deriva dalla selezione di meravigliosi grappoli di uva Malvasia puntinata, tipica del Lazio, assieme ad altre uve locali a bacca bianca, dalle qualità esclusive legate alle proprietà del territorio, accompagnate da un coinvolgente sentore di sambuco.
Vino Frascati Superiore DOCG (Denominazione di Origine Controllata e garantita)
Ha origini antichissime, esso è amato e decantato nei secoli dalla tipica anima mediterranea e vulcanica come il terreno da cui proviene.
Il suo nome, simbolo nei secoli di eleganza e di prestigio e squisita sintesi di tradizione e modernità, rappresenta tuttora una solida garanzia di eccellenza per gli intenditori. Nobili e signori di ogni epoca ne hanno preservate intatte nel tempo le caratteristiche, facendone un innovativo precursore delle migliori tecniche produttive. Nominato già nel II secolo a.C. Marco Porcio Catone nel De Agricoltura, raccontando di come la vite fosse coltivata sulle pendici del Monte Tuscolo da tempo immemorabile, e fissava le prime norme sulla sua vinificazione, nel VI secolo d.C. Anicio Tertullo, l'allora signore di Tusculum, creò un nuovo impianto per la crescita delle viti sostituendo l'olmo, dove solitamente si faceva ramificare la pianta, con un palo, detto "passone", anticipando in questo modo i metodi di viticoltura moderni. Un vino paglierino, dagli intensi profumi floreali, dal sapore ricco e sapido, accompagnato da un retrogusto morbido e vellutato valorizzato grazie alla pressatura soffice delle uve, e l'accurata selezione delle differenti frazioni di mosto. Oggi tutta la sua evoluzione è degustabile nella versione Riserva: ricavata dalle uve di vecchi vigneti, alle quali, per mantenerne intatti i profumi vengono aggiunti gli ultimi acini della vendemmia tardiva del mosto. Il vino viene poi affinato in grotte di tufo per regalare al palato il sapore di un carattere unico e sorprendente, un gusto pieno dall'intrigante spettro aromatico, fragrante e fruttato, seguito da un lungo e coinvolgente finale. Prodotto nei comuni di Frascati, Grottaferrata, Monte Porzio Catone e Montecompatri, è tutelato gelosamente dal Consorzio Tutela Denominazione Vini Frascati.

Altri prodotti tipici rinomati sono le coppiette di maiale, carne di maiale o di cavallo tagliata a strisce, speziata ed essiccata
e la Pupazza frascatana, un biscotto tradizionale al miele che raffigura una donna con tre mammelle, due per il latte ed uno per il vino, occhi e bocca sono talvolta di semi d'orzo.

## Geografia antropica

### Frazioni
- Cocciano, di circa 6 000 abitanti si trova in direzione dei comuni di Monte Porzio Catone e Colonna. Zona prevalentemente residenziale; nel quartiere si sono ritrovati da poco alcuni reperti archeologici, ed è stato costituito un parco archeologico. È prevista la realizzazione di alcuni spazi che andranno a costituire delle terrazze panoramiche sulla Capitale.
- Cisternole, prevalentemente agricola, sorge sulla via omonima, lungo la quale si trovano il locale cimitero e la chiesa di Santa Maria in Vineis.
- Vermicino, prevalentemente agricola, divisa fra tre comuni (Roma; Frascati; Grottaferrata (zona Villa Senni).
- Colle Maria, prevalentemente agricola, vicino a Vermicino, racchiude ancora i resti del Torrione "Micara"
- Colle Pizzuto, prevalentemente agricola, vicina a Vermicino.
- Spinoretico, prevalentemente agricola, sorge sul lato ovest della strada provinciale 77/b Pedemontana dei Castelli (via di Vermicino), a nord della frazione di Vermicino (parte di competenza di Roma Capitale).
- SS. Apostoli, prevalentemente agricola, sorge sul lato ovest della strada provinciale 77/b Pedemontana dei Castelli (via di Vermicino), che la separa dalla frazione di Selvotta. Vi si trovano resti storici di catacombe e acquedotti d'epoca romana.
- Selvotta, prevalentemente agricola, sorge sul lato ovest della strada provinciale 77/b Pedemontana dei Castelli (via di Vermicino), che la separa dalla frazione di SS. Apostoli.
- Pantano Secco prevalentemente agricola.
- Prataporci prevalentemente agricola.
- XXIII Rubbia, prevalentemente agricola, tra Grottaferrata e Morena.
- Macchia dello Sterparo, prevalentemente agricola, vicino alla zona del Sincrotone.
- Colle Reti, prevalentemente agricola, vicina a Vermicino.

## Economia

### Agricoltura
Il territorio agricolo di Frascati è piantato per la maggior parte a uliveto e vigneto. La produzione di uva è perlopiù finalizzata alla produzione del rinomato vino bianco Frascati DOC.

### Scienza e ricerca scientifica

Laboratori Nazionali di Frascati

Frascati è rinomata al livello internazionale anche per ospitare alcuni tra i più importanti laboratori di ricerca scientifici, in città vi hanno sede i Laboratori Nazionali di Frascati, destinati alla ricerca in fisica delle particelle, ed ospitano l’elettrosincrotrone DAΦNE. Il primo acceleratore di particelle italiano fu sviluppato qui dall’INFN, durante la seconda metà degli anni '50. Inoltre, è sede del Centro europeo per l'osservazione della Terra - ESRIN (agenzia specializzata dell’ESA), del Spaceguard Foundation e alcuni centri di ricerca dell’ENEA.
Il Manuale di Frascati dell'OCSE, una metodologia per la ricerca e lo sviluppo statistico, nasce da un incontro a Villa Falconieri nel giugno 1963.

### Servizi
Settore predominante dell’economia del territorio quello legato al terziario e ai servizi, vi si trovano infatti numerose banche, sedi di assicurazioni ed esercizi commerciali. Molto importante per l'economia è il turismo, proveniente soprattutto da Germania e Austria.

## Infrastrutture e trasporti

### Strade
Frascati sorge lungo importanti strade quali la via Tuscolana, che rappresenta la via d'accesso principale, da Roma, via Gregoriana e via Conti di Tuscolo.

### Ferrovie e tranvie
Il territorio del comune di Frascati è attraversato da due linee ferroviarie:
- Ferrovia Roma-Frascati, sulla quale è presente la stazione di Frascati, che è la stazione principale e si trova vicino alla piazza centrale, collegata con Roma Termini, esattamente in 30 minuti. Serve anche le stazioni di Ciampino (dove termina la corsa delle 10.31) e Capannelle. Il servizio su questa linea è effettuato con mezzi ETR 425 "Jazz". E la prima ferrovia dello Stato Pontificio e collegava la stazione di Stazione di San Pietro con la Stazione di Frascati (1856).
- Ferrovia Roma-Cassino-Napoli, sulla quale è presente la stazione di Tor Vergata, situata nella zona di Grotte Portella, al confine con il comune di Roma

Dal 1906 al 1954 la città era servita da una stazione delle tranvie dei Castelli Romani.

### Mobilità urbana
Il comune è servito dalla rete di autolinee interurbane gestite dalla società COTRAL che lo collegano con Roma (stazione metro A Anagnina), Monte Porzio, Monte Compatri, Rocca Priora, Grottaferrata, Castel Gandolfo, Albano, Ariccia, Genzano, Velletri, Colleferro e Rocca di Papa). Il servizio urbano cittadino è gestito dalla società Schiaffini Travel.
Alcune zone del comune su via Tuscolana sono servite anche da autolinee ATAC (linee 506 e 506D per la stazione della metro A Anagnina e le stazioni della metro C Torre Angela, Torre Gaia e Grotte Celoni).
Dal giorno 18 aprile 2015 è attivo il servizio Bike Sharing con 14 biciclette a pedalata assistita site nel cortile delle Scuderie Aldobrandini.

## Amministrazione
| Periodo          | Periodo          | Primo cittadino      | Partito                                                    | Carica                  | Note          |
| ---------------- | ---------------- | -------------------- | ---------------------------------------------------------- | ----------------------- | ------------- |
| 1968             | 1975             | Guglielmo Boazzelli  | Democrazia Cristiana                                       | Sindaco                 |               |
| 1978             | 1981             | Vincenzo Gori        | PSI-PCI-PSDI-PRI                                           | Sindaco                 |               |
| 7 marzo 1989     | 7 agosto 1992    | Giovanni Romani      | Democrazia Cristiana                                       | Sindaco                 |               |
| 7 agosto 1992    | 7 maggio 1995    | Roberto Eroli        | Democrazia Cristiana/Partito Popolare Italiano             | Sindaco                 |               |
| 7 maggio 1995    | 26 giugno 1999   | Enrico Molinari      | Partito Democratico della Sinistra/Democratici di Sinistra | Sindaco                 | [ 17 ]        |
| 27 giugno 1999   | 7 giugno 2009    | Francesco Paolo Posa | I Democratici/La Margherita/Partito Democratico            | Sindaco                 | [ 18 ] [ 19 ] |
| 8 giugno 2009    | 8 giugno 2014    | Stefano Di Tommaso   | Partito Democratico                                        | Sindaco                 | [ 20 ]        |
| 9 giugno 2014    | 1º agosto 2016   | Alessandro Spalletta | Partito Democratico                                        | Sindaco                 | [ 21 ]        |
| 1º agosto 2016   | 26 giugno 2017   | Bruno Strati         |                                                            | Commissario prefettizio | [ 22 ]        |
| 26 giugno 2017   | 19 febbraio 2021 | Roberto Mastrosanti  | Lista civica (in seguito Italia Viva)                      | Sindaco                 |               |
| 19 febbraio 2021 | 20 ottobre 2021  | Raffaela Moscarella  |                                                            | Commissario prefettizio |               |
| 20 ottobre 2021  | in carica        | Francesca Sbardella  | Partito Democratico                                        | Sindaco                 |               |

### Gemellaggi
- Saint-Cloud
- Maidenhead, dal 1971
- Courtrai
- Bad Godesberg

### Altre informazioni amministrative
- Fa parte della Comunità montana Castelli Romani e Prenestini.

## Sport

### Arti marziali
- Karate: Frascati
- Judo: A.S.D. Judo Frascati;
- A.S.D. GYM2000 Danza e Arti Marziali.

### Atletica leggera
- ASD Atletica Frascati.[24]
- Atletica Tusculum.[24]
- Ad Maiora Frascati.[24]
- RCF Roma Sud.[24]
- Filippide Runners Team ASD.[24]

### Calcio
Dal 1974 a Frascati, la massima società calcistica era la "SS LVPA Frascati" (acronimo di "Ludentes vivendi perdiscimus artem"), che dal 1978 al 1980 militò anche in Serie C2; dal 12 giugno 2017 si spostò a Roma cambiando denominazione in LVPA Roma FC. Nel 2018 la A.S.D. Frascati, cambia denominazione in LVPA Frascati. Arrivata in Serie D, nel 2023 anche questa società si sposta a Roma e cambia denominazione in FC Romana.
Dal 2024 è risorta ancora l' A.S.D. LVPA Frascati (dal cambio di denominazione della Football Club Frascati), sempre con colori sociali amaranto e arancione che, nel campionato 2024-25, milita nel campionato maschile di Promozione.

### Nuoto
- Nuoto: squadra master federata F.I.N. Rari Nantes Frascati

### Pallacanestro
- Club Basket Frascati che, nel campionato 2019-2020, milita nel campionato maschile di Serie C Gold.[26]

### Pallavolo
- ASD Città di Frascati Volley Ball Club
- A.D.Volley club Frascati che nel 2019-2020 milita nel campionato femminile di Serie C.[27]

### Rugby
- Frascati Rugby Club che nel 2019-2020 milita nel campionato maschile di serie B;[28]
- Lupi Frascati Rugby Football Club;
- Rugby Frascati Union che nel 2019-2020 milita nel campionato maschile di serie C.[29] e nel campionato femminile di serie A;

### Scherma
- Frascati Scherma

### Pallanuoto
3T Frascati Sporting Village, nel 2019 la squadra femminile ha militato in serie A2 e quella maschile in serie C

## Galleria d'immagini

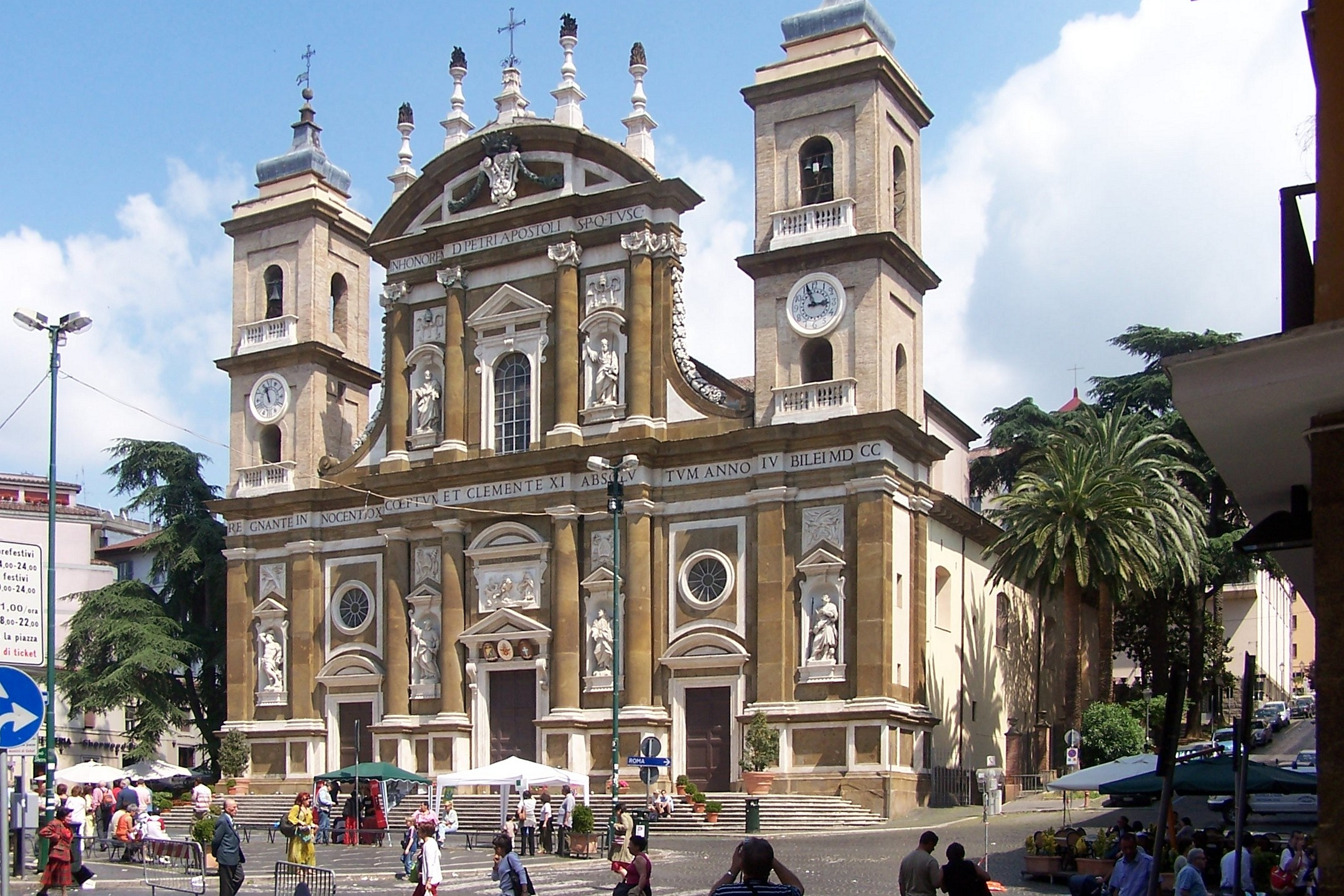
Cattedrale di San Pietro
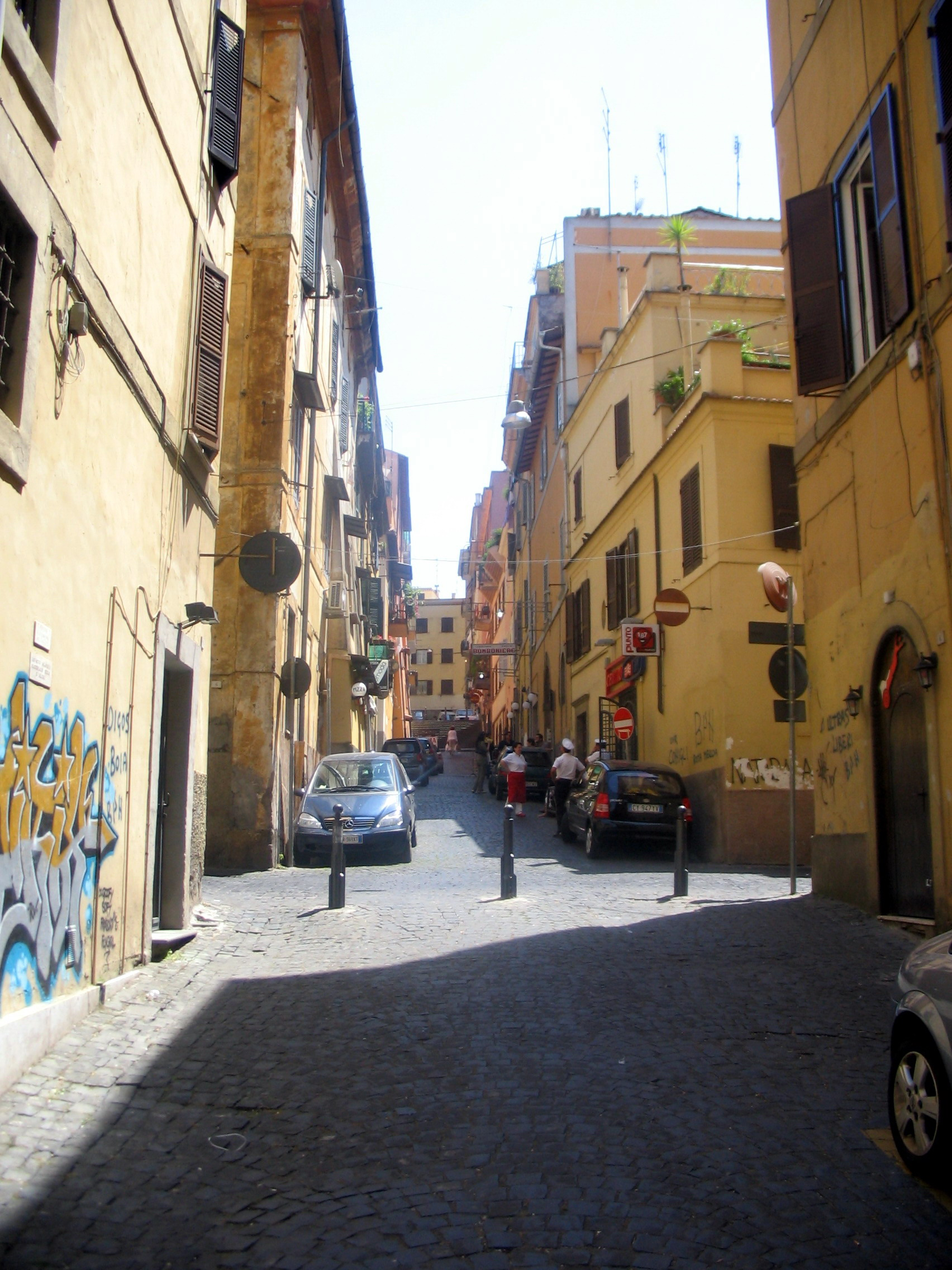
Via Mentana, nel centro storico
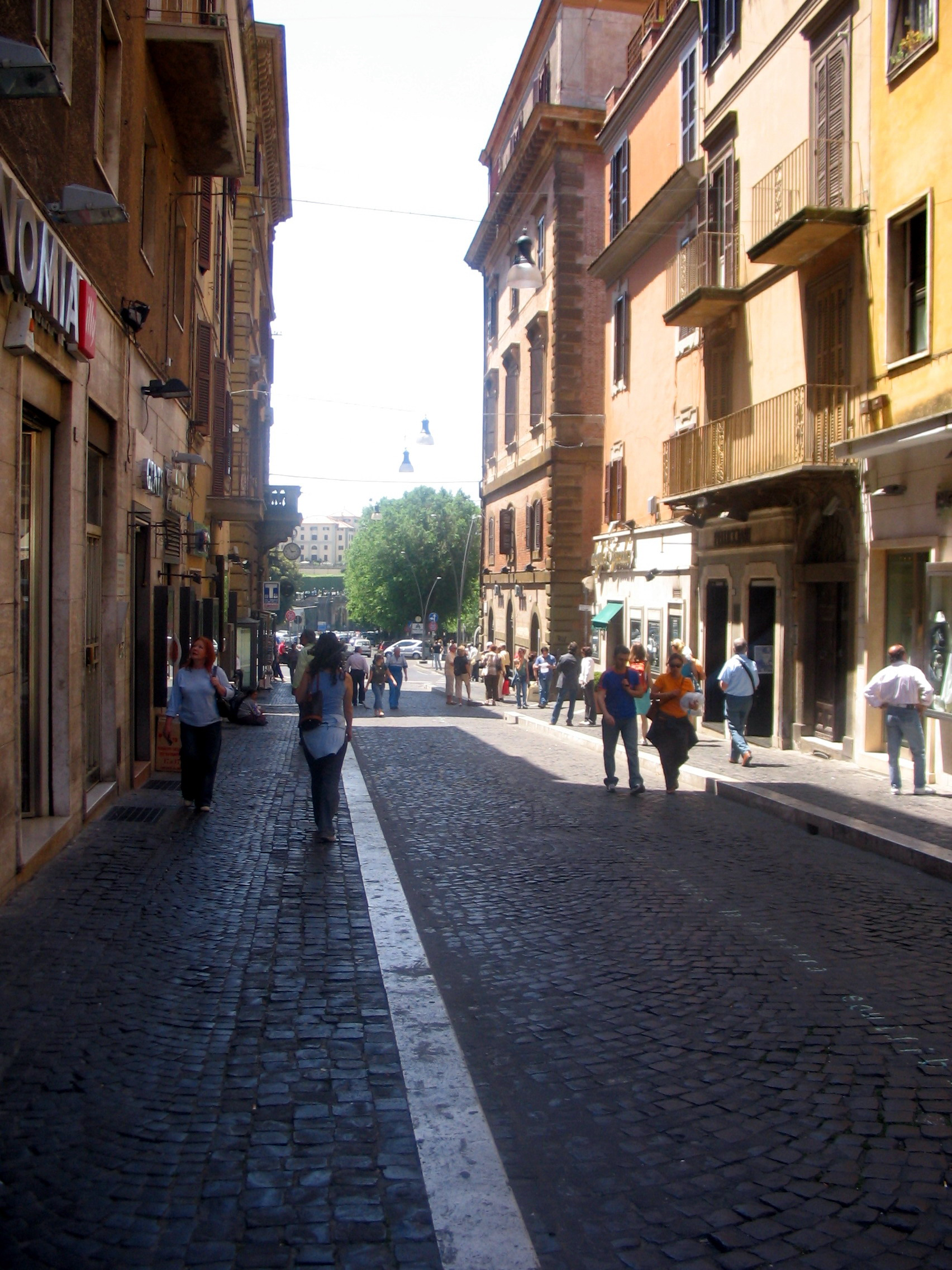
Via Battisti, nel centro storico
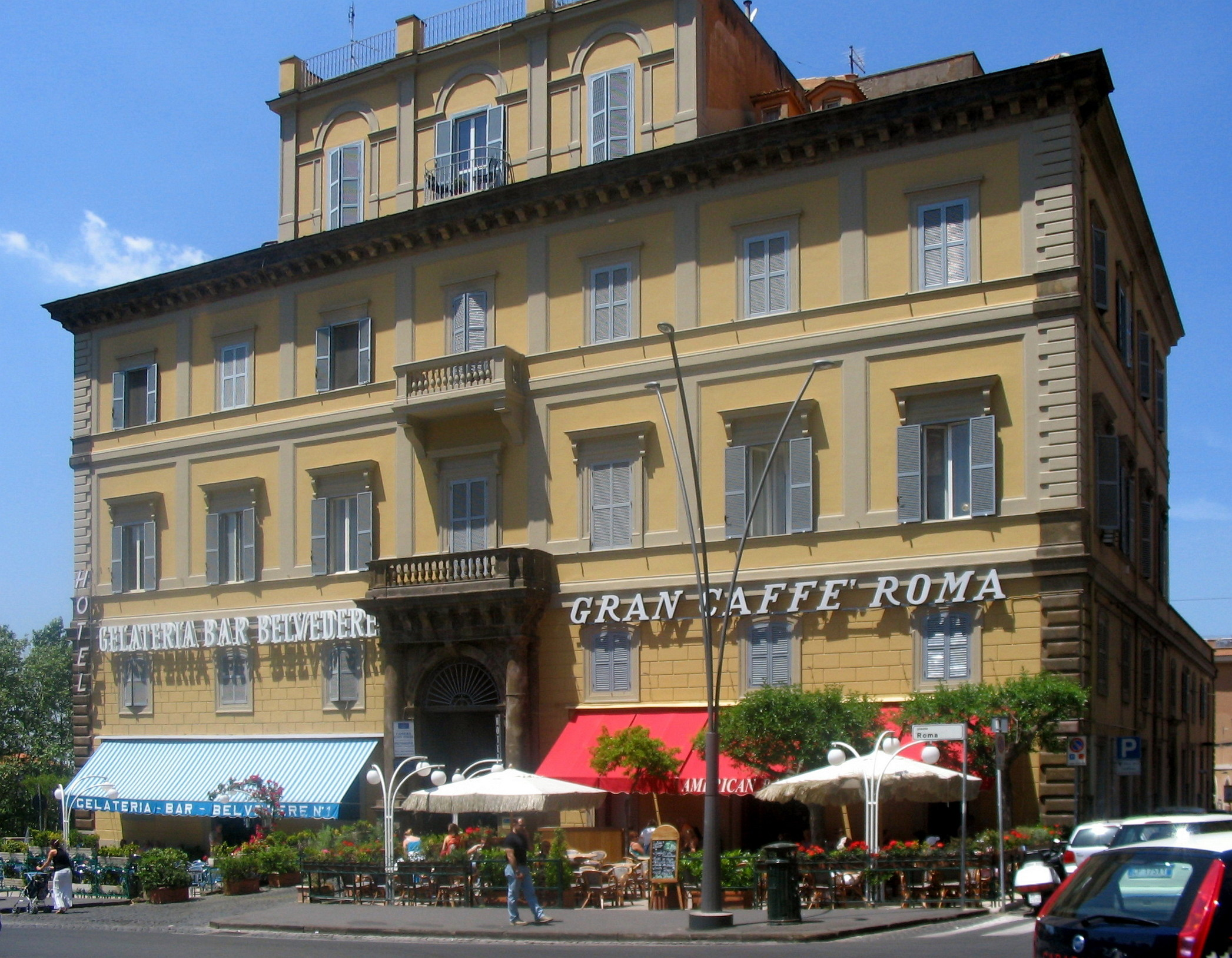
Piazza Roma
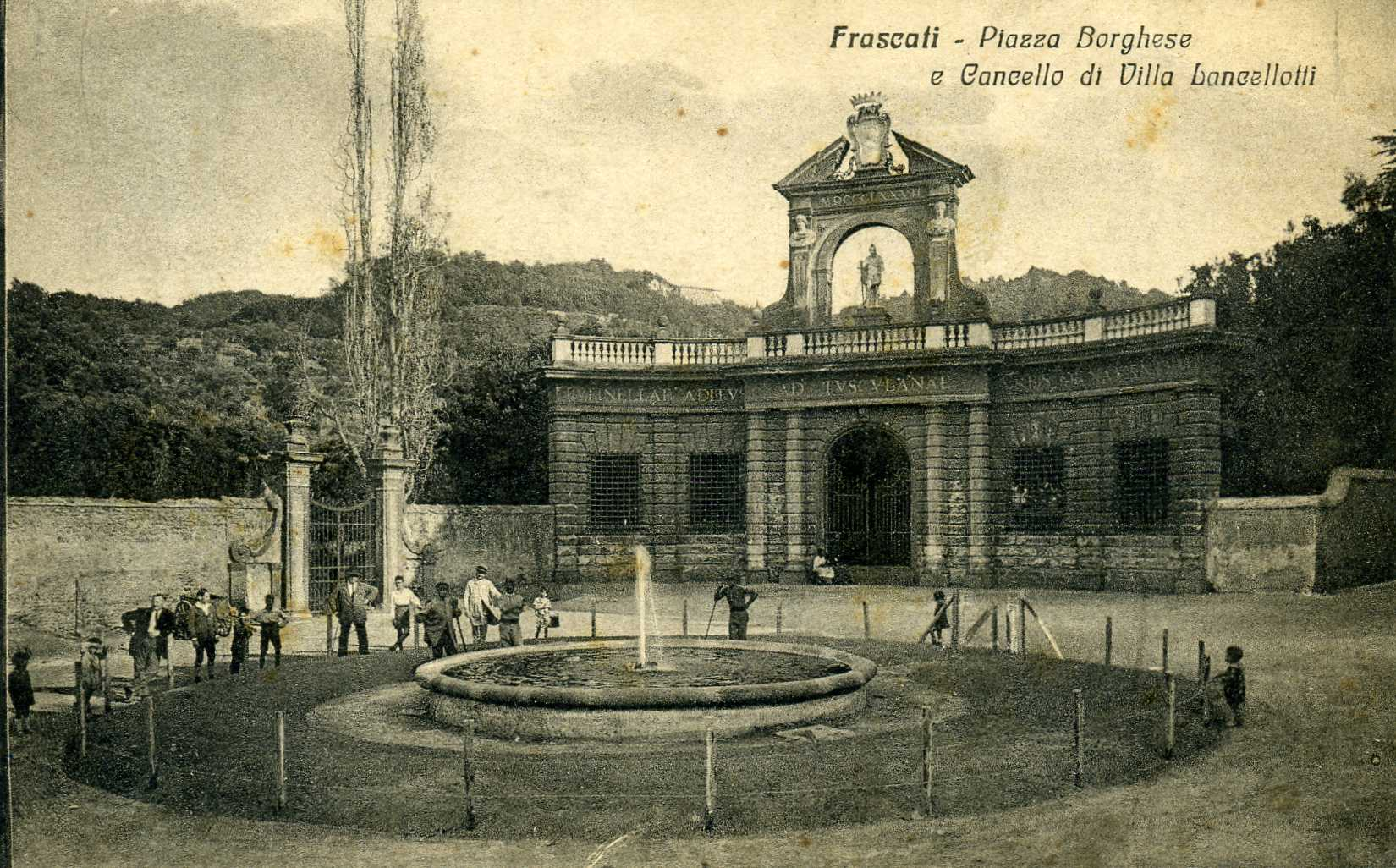
Ingresso di Villa Lancellotti nel 1928
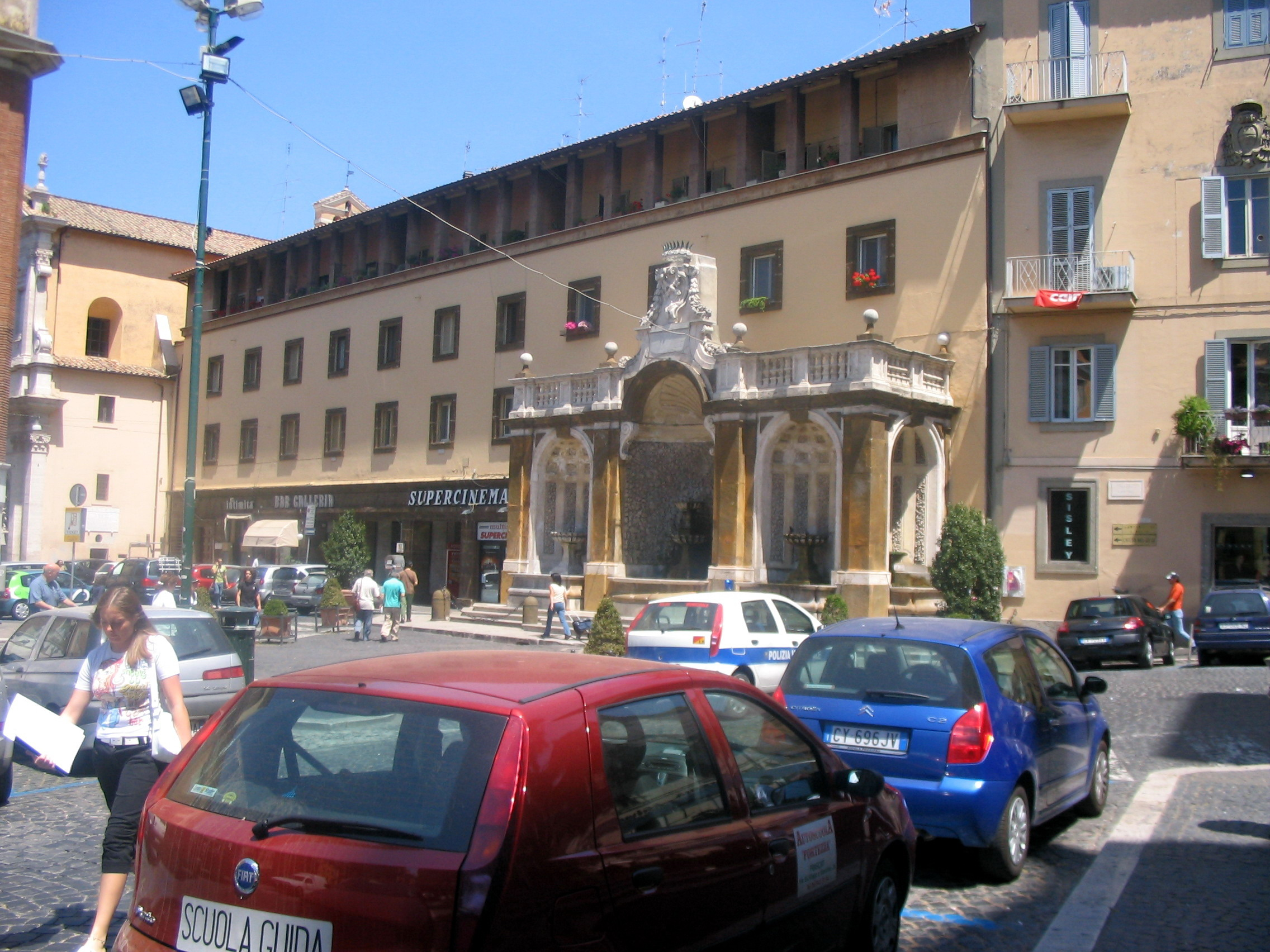
Piazza San Pietro
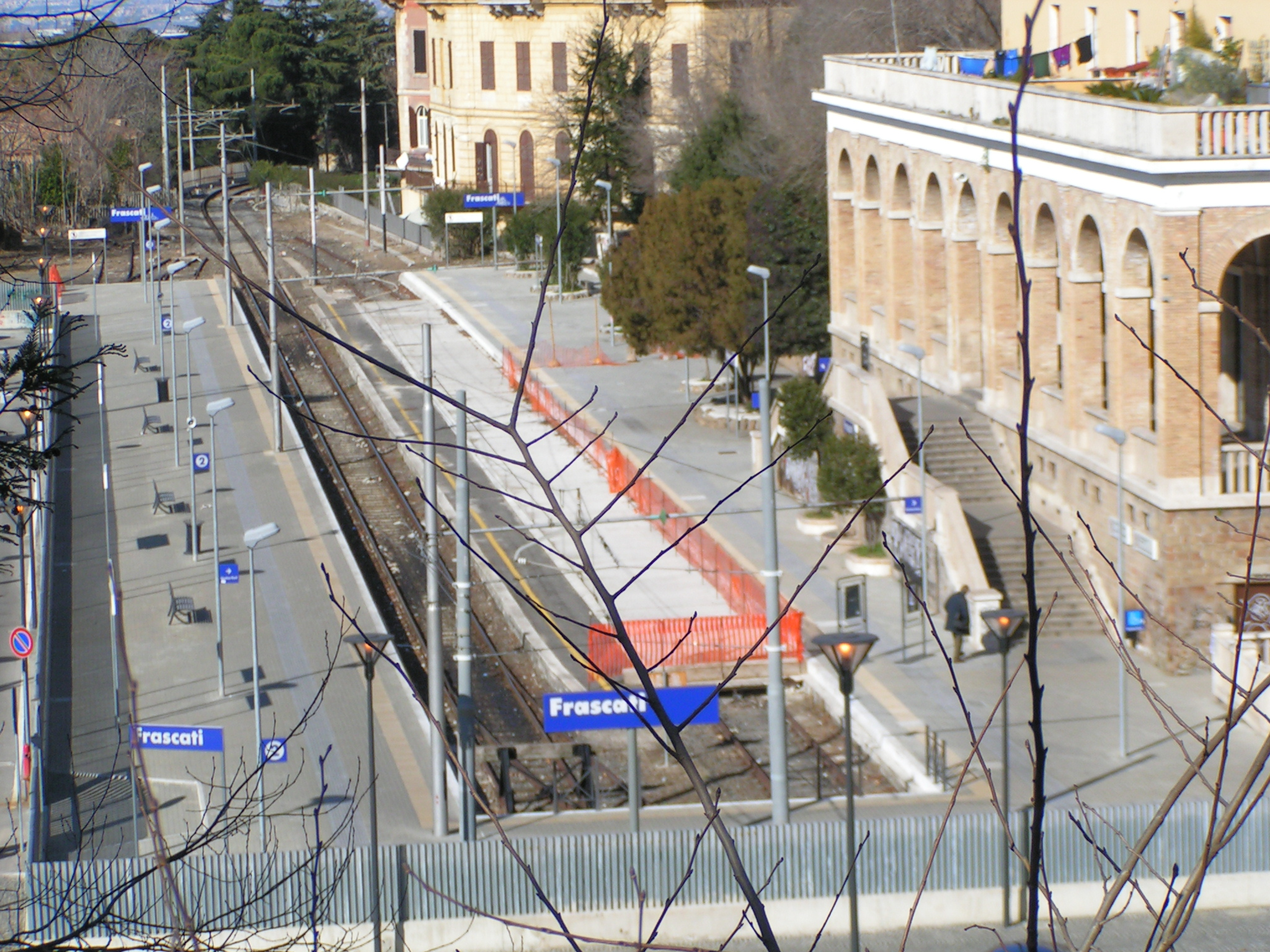
La stazione ferroviaria
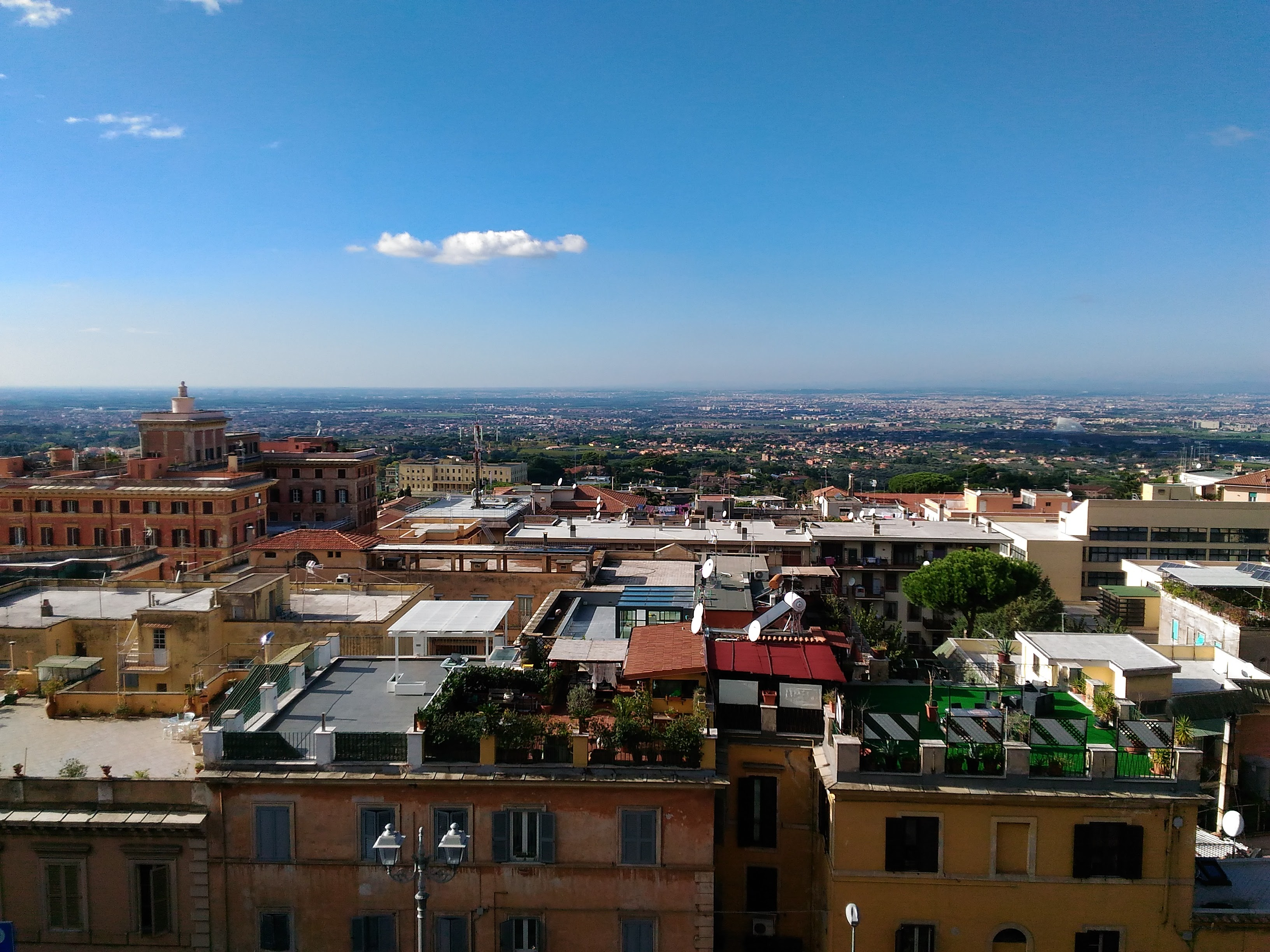
Frascati, vista su Roma